# 뿔

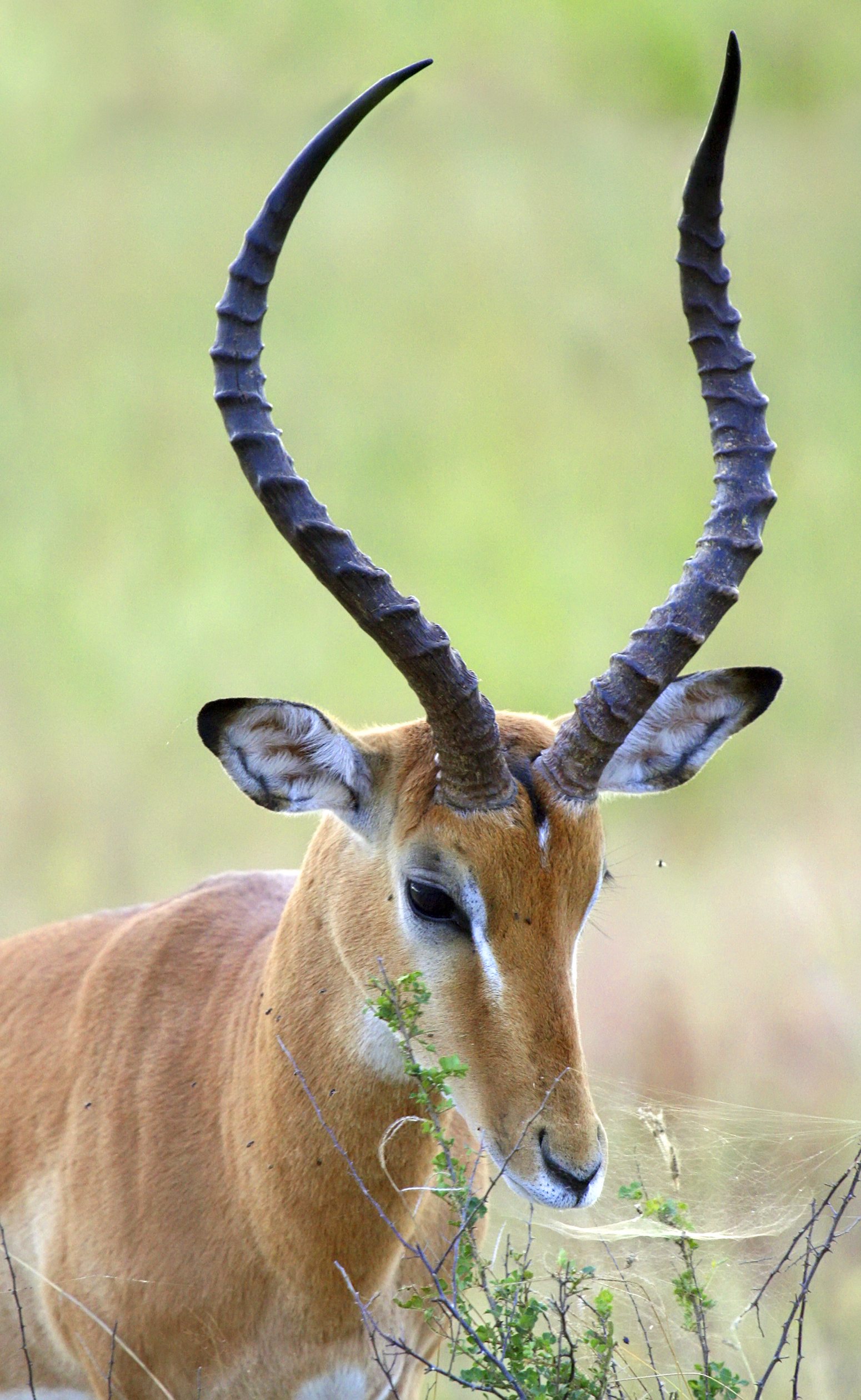
임팔라는 자원 경쟁을 위해 뿔을 사용한다.

생물학에서 뿔은 다른 개체들과 자원을 두고 경쟁하는 데 사용되는 동물 특유의 신체적 특성이다. 일반적으로 이 용어는 수컷이 교배를 위해 다른 수컷들과 싸우는 데 사용하는 구조를 가리킨다. 또한 동종 경쟁에서 자원을 방어하거나 포식자를 쫓아내는 데 사용될 수도 있다. 뿔의 예로는 뿔과 가지뿔이 있는데, 이 둘은 가장 잘 알려진 뿔이지만, 이 범주 내에서도 특정 뿔의 구조는 종마다 독특하며, 많은 속에서 다양한 디자인이 관찰된다.
많은 뿔은 성 선택을 통해 진화하는데, 이는 주로 짝을 찾기 위한 경쟁자들을 물리치는 데 사용되기 때문이다. 짝은 수컷이 동료 경쟁자를 쫓아내거나 죽임으로써 싸움에서 이기는데, 이는 보통 승리한 수컷이 암컷과 번식할 수 있는 유일한 선택지로 남게 하여 특히 효과적인 뿔을 가진 수컷에게 유리하다. 더 넓게는, 동물의 뿔은 경쟁자에게 유리하게 작용하는 유기체 내에 존재하는 모든 특수화된 형태를 포함할 수 있다. 연구자들은 뿔의 진화 메커니즘을 설명하기 위해 많은 가설을 제시했으며, 동종 전투의 강도, 지속 시간 및 결과에 대한 연구뿐만 아니라 종 내의 급격한 다양화를 분석하는 연구도 이루어졌다.
다윈의 저서인 인간의 유래가 출판된 이후, 적대적 행동과 다양한 종의 동물 뿔 사용에 대한 광범위한 연구가 이루어졌다. 동물의 뿔 전시는 다른 개체와 상호 작용하거나 다른 짝을 찾거나 포식자로부터 방어하는 등 다양한 방식으로 생존 가능성을 높이는 것으로 나타났다.

## 출현

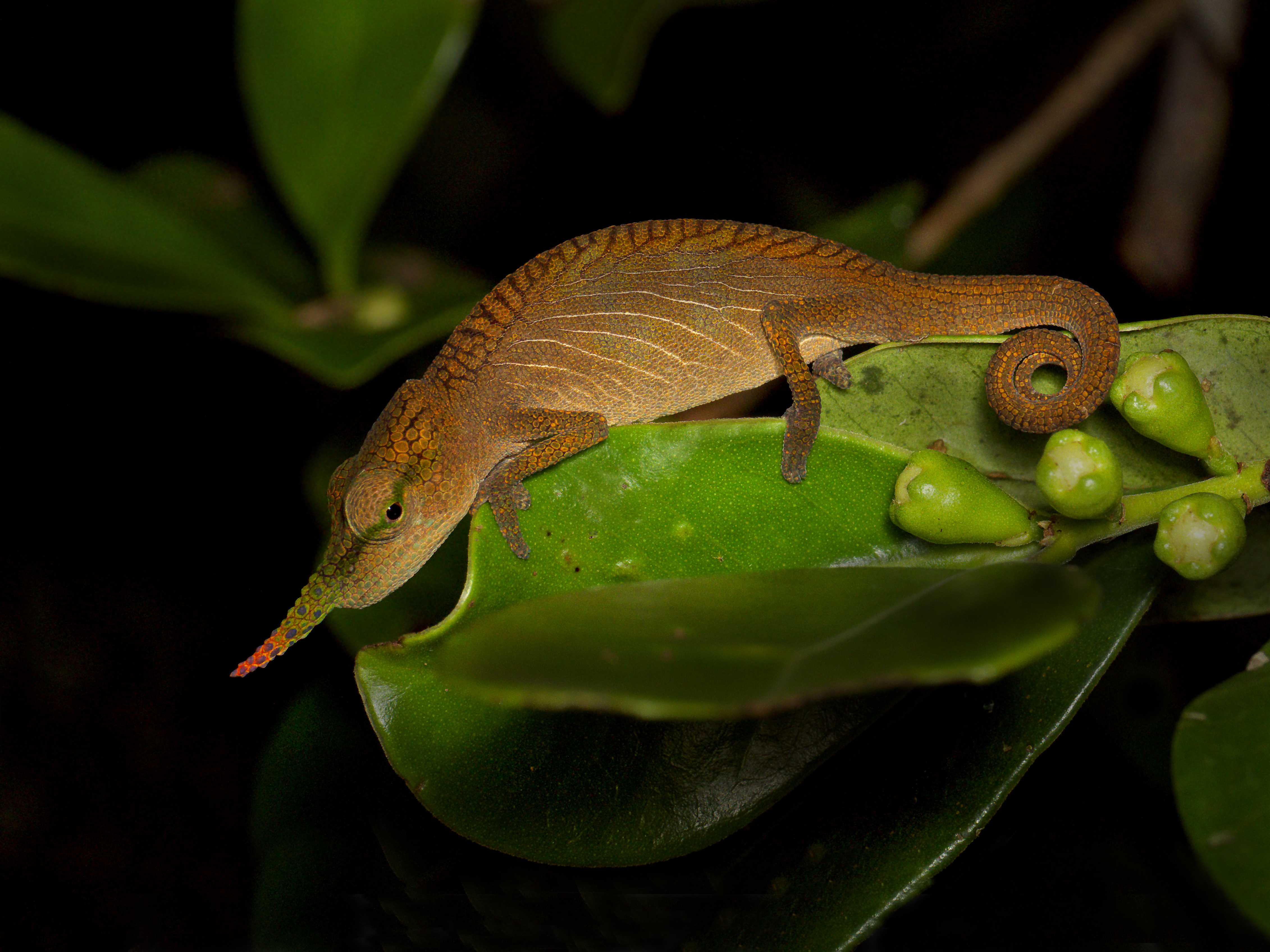
카멜레온의 뿔 모양 돌기는 나무 줄기 위에서 다른 수컷들과 싸우는 데 사용된다.

뿔은 많은 동물 속에서 흔하게 나타난다. 척추동물 중에서는 포유류와 물고기에서 가장 흔하게 발견되며, 파충류에서도 발견되지만 훨씬 드물다. 멸종된 척추동물 분류군인 많은 공룡 종들도 뿔을 가지고 있었다. 거미와 게와 같은 절지동물도 뿔을 휘두르는 종이 있으며, 곤충에서는 매우 흔하다.
포유류에서 뿔은 흔하며 다양한 형태를 띤다. 이들은 유제류에서 가장 흔하다. 동물의 두개골의 확장이며 복잡하고 독특한 뿔인 가지뿔은 수컷 사슴과 암컷 순록, 즉 짝수 발굽의 반추류에서 발견된다. 뿔은 살아있는 뼈의 핵을 둘러싸는 케라틴과 다른 단백질로 구성된 영구적인 뾰족한 돌기로, 소과와 가지뿔영양과 같은 반추류 우제류에서 흔히 발견된다. 코뿔소는 케라틴으로 만들어진 뿔을 가진 기제목 유제류이다. 양성은 이 뿔을 사용하여 같은 종의 다른 개체와 싸운다. 유제류가 아닌 바다코끼리와 코끼리는 모두 길쭉한 엄니를 가지고 있다. 포유류 외에 뿔이 널리 퍼져 있는 유일한 육상 척추동물 그룹은 카멜레온이며, 이들은 짝을 찾기 위한 싸움에 뿔 모양의 구조를 가지고 있다.

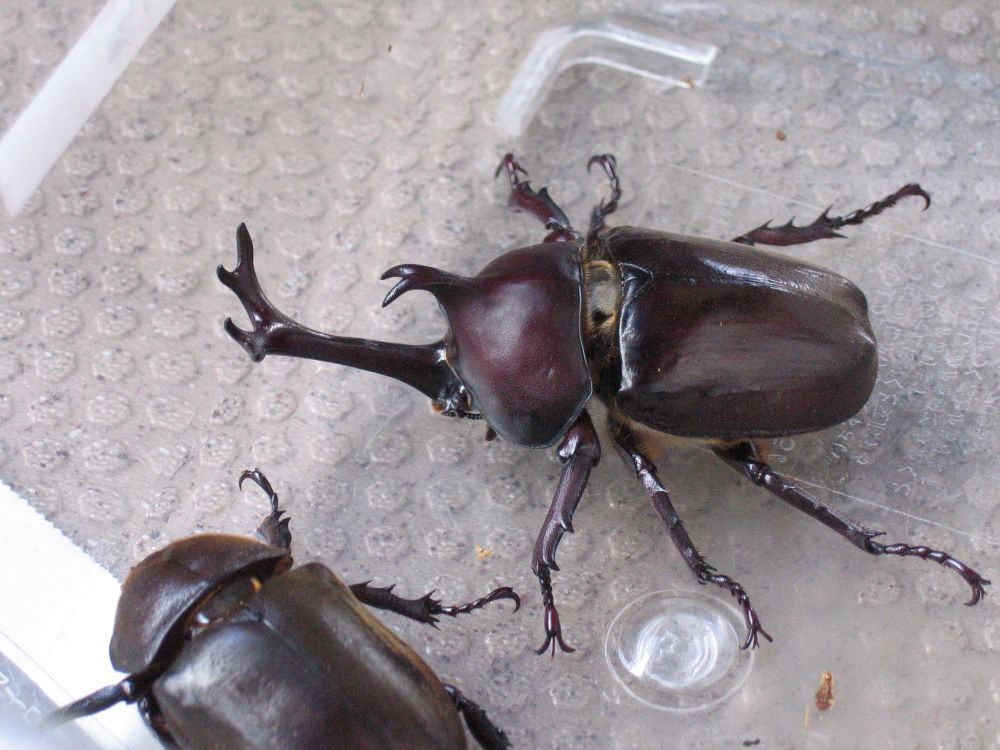
장수풍뎅이의 뿔은 곤충이 가진 많은 뿔 중 하나이다.

일부 물고기 종은 뿔을 가지고 있지만, 이러한 특성은 포유류만큼 널리 퍼져 있지 않다. 톱가오리는 긴 액각으로 인해 이름이 붙여졌으며, 이는 다른 물고기에게 피해를 입히는 데 사용될 수 있다. 유니콘피시 또한 이상한 뿔 모양의 이마 보호대를 뿔로 사용할 수 있지만, 물고기에서 이러한 유사 구조의 일반적인 용도는 여전히 다소 수수께끼이다. 수컷 연어는 짝을 찾기 위한 동종 경쟁이 두드러지는데, 이들은 길쭉하고 이빨이 있는 턱을 사용하여 암컷을 차지하거나 번식지를 차지하기 위해 다른 수컷과 싸운다.
뿔은 곤충들 사이에서 매우 널리 퍼져 있으며, 거의 모든 주요 분류군에서 관찰되었다. 곤충들은 매우 다양한 뿔을 가지고 있으며, 종종 완전히 다른 용도와 작동 방식을 가지고 있다. 장수풍뎅이는 이름처럼 큰 뿔을 가지고 있으며, 짝을 찾기 위해 싸우는 것으로 유명하다. 사슴벌레과는 사슴의 가지뿔과 유사한 확장된 아래턱뼈를 가지고 있다. 수컷 사슴벌레는 이 뿔을 사용하여 암컷을 차지하기 위해 서로 싸우는데, 이는 수렴 진화의 한 예이다. 싸움은 또한 나무 수액이나 썩은 과일과 같은 먹이를 놓고 벌어질 수도 있다. 할리퀸 딱정벌레는 몸 전체보다 긴 다리를 가지고 있으며, 이를 사용하여 암컷이 알을 낳을 적절한 장소를 보호한다. 또한 다른 수컷을 물어뜯을 수 있는 강한 턱을 가지고 있으며, 다리를 뜯어낼 수도 있다. 꼽등이과는 정강이에 가시를 두 가지 이유로 사용한다. (1) 암컷을 차지하기 위해 다른 수컷과 싸우고, (2) 강압의 한 형태로 짝을 묶는 데 사용한다. 곤충이 아닌 절지동물 중에서는 수컷 농게가 몸무게의 절반을 차지하는 큰 집게발을 가지고 있으며, 이를 이용하여 화려한 흔들기 동작으로 짝을 유혹한다. 또한, 다소 드물기는 하지만, 다른 수컷을 직접 공격하는 뿔로도 사용된다.

## 진화

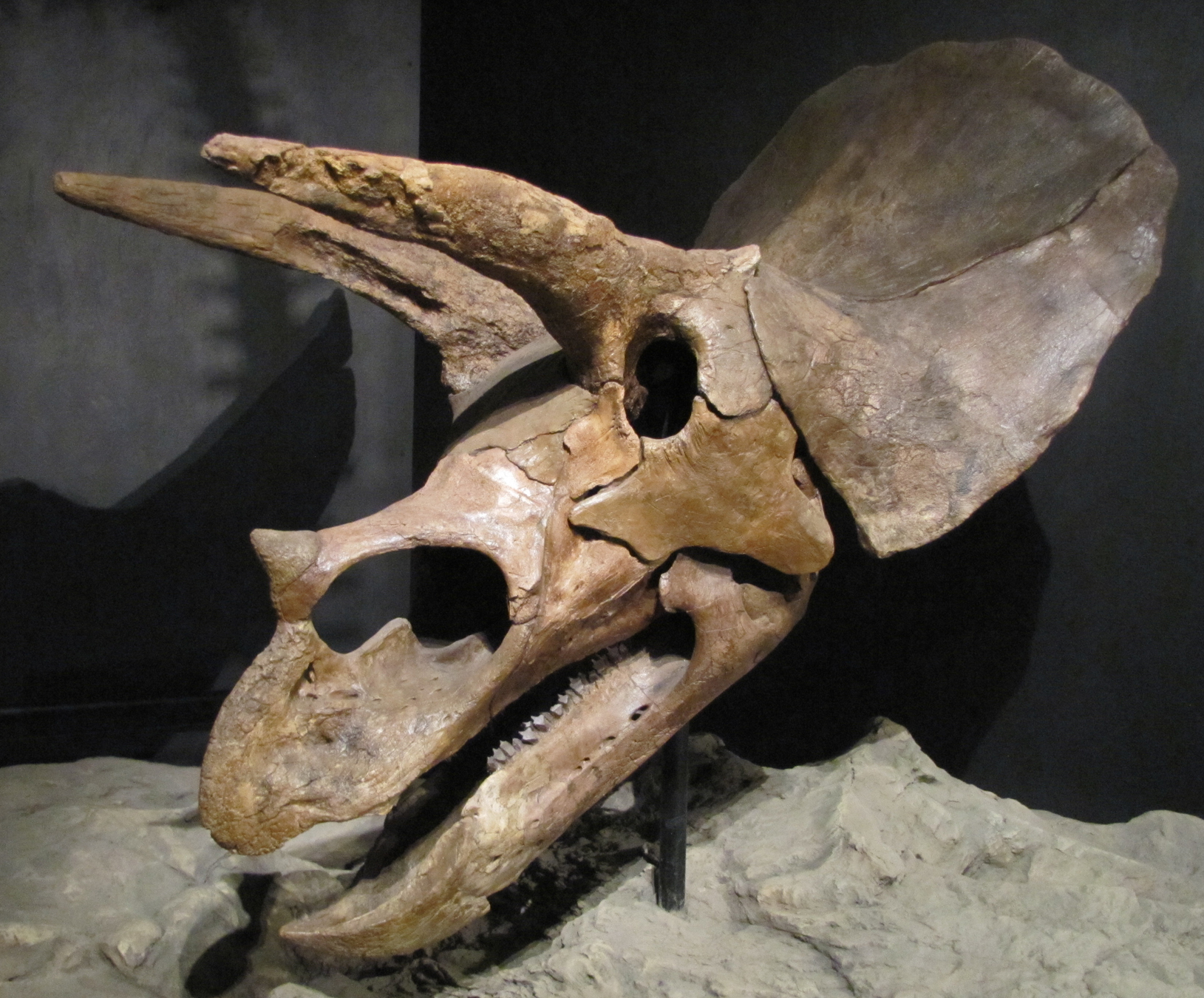
트리케라톱스의 이름이 유래된 뿔은 뿔로 사용되었다.

동물의 뿔은 형태에 있어서 극적이고 빠른 다양화를 이룰 수 있으며, 같은 분류군 내의 밀접하게 관련된 종이라도 뚜렷이 다른 뿔을 가진다. 이에 대한 가설 중 하나는 뿔 기능이 순전히 물리적인 적대적 행동에서 전시로 더 강한 강조로 점진적으로 변화하여 잠재적으로 더 정교한 뿔을 초래한다는 것이다. 예를 들어, 많은 공룡은 한때 뿔이었지만 나중에 짝을 유혹하는 장식으로 사용되었을 수 있는 구조를 가졌을 수 있다. 또 다른 가능한 메커니즘은 수컷-수컷 전투의 존재이며, 동물들의 분기되는 계통이 다른 서식지로 확장되어 다른 조건에서 싸우는 것이다. 다른 환경에서 종 간의 물리적 경쟁의 변화는 수정된 뿔의 진화를 잠재적으로 유도할 수 있다. 단일 먹이 또는 수원지, 또는 번식 굴과 같이 국소화되고 방어 가능한 자원이 있는 장소는 종종 뿔을 가진 종이 발견되는 곳이다.
성 선택은 뿔과 동물 간의 적대적 상호작용의 주요 초점이었으며, 가장 큰 뿔을 가진 수컷이 승리할 확률이 가장 높다. 성 선택은 이전 연구자들에 의해 암컷을 유인하기 위한 자연의 화려한 뿔의 주요 영향으로 인정받았다. 적대적 상호 작용 중에 뿔을 잃을 잠재적 위험이 있으며, 이는 개체의 싸움 능력과 전반적인 적합성을 감소시킬 수 있다.

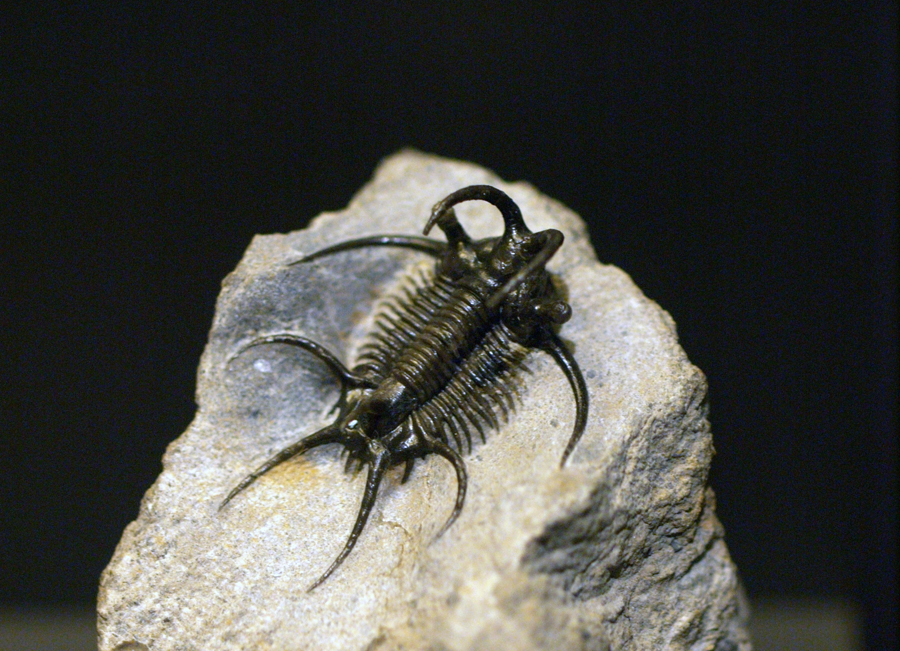
세라타르게스 속의 삼엽충, 뿔로 사용되었을 것으로 추정되는 큰 가시를 보여준다.

대부분의 동물의 뿔은 아마도 독립적으로 나타났을 것이다. 예를 들어, 유제류의 뿔은 포유류의 시대 동안 독립적으로 진화했으며, 초기, 기저 포유류 분류군에서 유래하지 않은 것으로 여겨진다. 다세포 생명체의 역사 초기에 뿔을 가졌던 한 그룹은 가장 초기의 절지동물이자 고생대의 지배적인 생명체였던 삼엽충이었다. 많은 종은 뿔이나 가시를 가지고 있었으며, 이는 동종 간의 싸움에 사용되었을 것으로 추정된다. 많은 공룡 또한 가시, 스파이크, 판과 같은 뿔을 가지고 있었지만, 이들의 정확한 용도는 모든 종에 대해 알려져 있지 않다. 일부는 뿔로 사용되기보다는 짝짓기 전시용으로 사용되었을 수도 있다.
뿔 진화의 일반적인 독립성에 대한 예외는 사슴벌레과에서 발견되는데, 이들의 공통 조상은 현대 사슴벌레와 마찬가지로 아래턱뼈를 가졌던 것으로 추정된다. 그러나 그 종은 현대 사슴벌레와 달리 턱 표현형에서 성적 이형이 거의 또는 전혀 없었을 가능성이 있는데, 현대 사슴벌레는 수컷이 암컷보다 턱이 현저히 크다. 반면에 똥풍뎅이는 역사상 수없이 뿔을 진화시키고 잃었으며, 조상이 뿔을 가졌던 단일 속인 온토파구스는 뿔을 얻거나 잃는 최소 10가지 진화적 사건을 겪었다.

## 용법 & 특징
자원을 위한 동물 간의 적대적 행동, 특히 이러한 행동 교환 중 뿔의 상호 작용은 많은 연구자들에 의해 연구되었다. 뿔의 존재뿐만 아니라 뿔 자체의 특정 특성도 동종 경쟁에서 승자와 패자를 결정하는 경쟁 결과에 영향을 미칠 수 있다. 뿔의 전시는 공격성의 비용을 줄이는 메커니즘으로 빈번히 싸움에 참여하는 동물에게 선호되는 것으로 밝혀졌다.

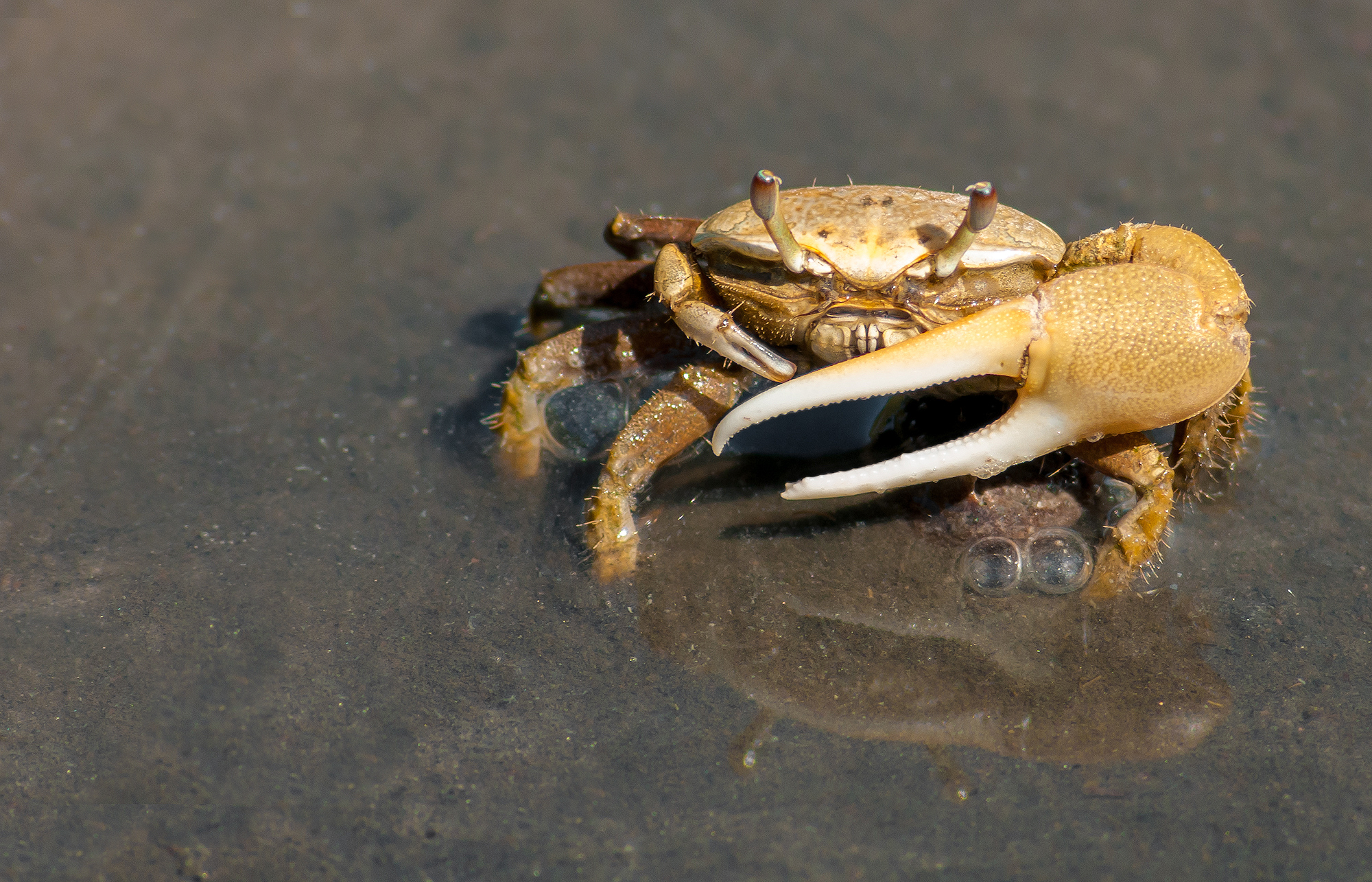
농게는 큰 집게발을 암컷을 위한 전시용 장식품과 다른 수컷과 직접 경쟁하기 위한 뿔로 사용한다.

연구되는 대부분의 뿔은 다른 개체를 다치게 하는 데 사용된다. 여기에는 가지뿔, 뿔, 아래턱뼈와 같은 가장 유명한 뿔이 포함된다. 반대로 일부 동물은 실제로 방어적인 역할을 하는 특수한 "뿔"을 가지고 있는데, 예를 들어 뿔이 있는 바구미는 다른 딱정벌레의 뿔을 무력화할 수 있는 협각을 가지고 있다. 이러한 뿔 중 일부는 적에게 독액을 주입하는 데 사용될 수 있다. 촉수와 독침이 이 현상의 예이다. 다른 뿔은 상대를 밀어내는 데 사용되며, 일반적으로 다른 개체가 굴이나 입구를 막는 데 사용된다. 예를 들어, 일부 흰개미는 머리를 마개로 사용하여 다른 흰개미가 군락 입구를 통해 침입하는 것을 물리적으로 방해한다. 이 흰개미들은 또한 아래턱뼈를 사용하여 적을 밀어낸다. 마지막으로, 많은 뿔은 전시에 사용되며, 수컷은 큰 신체적 특징을 사용하여 암컷을 유인하여 짝짓기를 한다. 또한 대부분의 유기체는 다른 개체를 위협하기 위해 싸우기 전에 뿔을 전시한다. 일반적으로 전시는 물리적 접촉 없이 종의 싸움 능력을 보여주는 데 사용되는 모든 행동을 의미하며, 잠재적 짝과 잠재적 상대 모두에게 신호를 보내는 데 적용된다. 이 행동은 경쟁자들이 물리적 적대적 행동에 참여할지 여부를 결정하기 위해 존재하는 뿔을 평가할 기회를 제공한다.

### 암컷의 뿔
인간의 유래와 종의 기원이 출판된 이후, 수컷 동물에 대한 연구가 집중되어 암컷과 그들의 현재 뿔 뒤에 숨겨진 가능한 메커니즘을 간과했을 수 있다. 암컷의 뿔 존재와 암컷 간의 경쟁은 성적 및 사회적 선택 모두에서 더 나은 적합성을 위해 많은 종에서 관찰되었다. 메리 제인 웨스트-에버하드가 처음 가설을 세운 사회적 선택은 개체의 적합성을 높이기 위한 성적 및 비성적 행동을 모두 포함하는 더 넓은 용어이다. 예를 들어, 연구에 따르면 암컷 소과 동물에 존재하는 뿔은 먹이와 같은 자원을 위한 경쟁에서 진화했을 수 있다고 한다.

## 갤러리
- 말사슴의 가지뿔
- 싸우는 인도영양의 뿔
- 사슴벌레과의 아래턱뼈
- 기린의 오시콘
- 코뿔소의 뿔
- 엄니 있는 웨타의 아래턱뼈
- 삼엽충의 가시
- 뿔을 사용하여 싸우는 니알라영양

## 같이 보기
뿔의 종류
- 통각 (뿔)(horn): 다양한 동물의 머리에 있는 영구적인 뾰족한 돌출부
- 사슴뿔(antler): 사슴과 동물의 머리뼈의 확장된 부분
- 골축(骨軸, ossicone): 기린, 수컷 오카피, 그리고 일부 멸종된 친척들의 머리에 있는 기둥 모양 또는 원뿔형의 피부로 덮인 뼈 구조